# 2000
| 2000                                                                     |
| ------------------------------------------------------------------------ |
| Dødsfald - Fødsler                                                       |
| • Begivenheder • Film • Litteratur • Musik • Politik • Sport • Videnskab |

| Gregoriansk kalender | 2000 MM                 |
| Ab urbe condita      | 2753                    |
| Armensk kalender     | 1449 ԹՎ ՌՆԽԹ            |
| Kinesiske kalender   | 4696 – 4697 己卯 – 庚辰 |
| Etiopisk kalender    | 1992 – 1993             |
| Jødisk kalender      | 5760 – 5761             |
| Hindukalendere       |                         |
| - Vikram Samvat      | 2055 – 2056             |
| - Shaka Samvat       | 1922 – 1923             |
| - Kali Yuga          | 5101 – 5102             |
| Iransk kalender      | 1378 – 1379             |
| Islamisk kalender    | 1421 – 1422             |

 For alternative betydninger, se 2000 (flertydig). (Se også artikler, som begynder med 2000)
Året 2000 (MM) var det 2000. siden vor tidsregnings begyndelse, og årets første dag var en lørdag.

2000 var det sidste år i det 20. århundrede og var derfor ikke en del af det 21. århundrede.
Regerende dronning i Danmark: Margrethe 2. 1972-2024

## Begivenheder

### Januar
- 1. januar – Kalenderen skifter til år 2000 uden de store sammenbrud i computersystemer, som ellers var frygtet
- 6. januar – Den sidste (naturligt undfangede) pyrenæiske stenbuk findes død, tilsyneladende dræbt af et faldende træ, hvormed underarten uddør.[1]
- 10. januar – Internetudbyderen America Online (AOL) køber verdens største mediekoncern Time Warner for 166 milliarder dollar (cirka 1.200 milliarder kr.)
- 29. januar - En ukendt gerningsmand dræber to prostituerede kvinder med en brødkniv i Randers. Dobbeltdrabet er aldrig opklaret.

### Februar
- 6. februar - den amerikanske præsidentfrue Hillary Clinton meddeler, at hun søger valg som senator for byen New York City

### Marts
- 6. marts - Unibank fusionerer med svensk-finske MeritaNordbanken og bliver til Nordea
- 10. marts - NASDAQ aktieindekset topper på 5048,62, hvorefter det går nedad, og dot-com eventyret lakker mod enden
- 12. marts – 6th Screen Actors Guild Awards afholdes
- 15. marts - Et amerikansk IT-firma købte det mindre danske IT-firma Giga med 100 ansatte for en rekordsum på 10 milliarder kroner[2]
- 17. marts - Færøernes landsstyre indleder forhandlinger med den danske regering om færøsk løsrivelse
- 26. marts - Vladimir Putin vinder præsidentvalget i Rusland i første omgang

### Maj
- 1. maj – Clinton-regeringen vælger at fjerne "Selective Availability" fra GPS-systemet, og med et trylleslag er det præcise system tilgængeligt for alle
- 1. maj - filmen Gladiator har premiere i Los Angeles
- 2. maj - Præsident Bill Clinton meddeler, at adgang til præcise positioner ved hjælp af GPS ikke længere er forbeholdt det amerikanske militær
- 4. maj - mere end en million computere verden over rammes af "I love you" virusen
- 13. maj – Brødrene Olsen vinder årets udgave af Eurovision Song Contest med sangen "Fly on the Wings of Love". Det var Danmarks anden sejr i konkurrencen, som dette år blev afholdt i Stockholm, Sverige.
- 15. maj - Hans Engell forlader posten som konservativ leder og bliver chefredaktør på Ekstra Bladet
- 21. maj - Lars von Trier vinder Den Gyldne Palme i Cannes for filmen Dancer in the Dark
- 23. maj - Prins Henrik og Dronning Margrethe indleder statsbesøg i Rumænien
- 31. maj – en kraftig brand opstår på plastvarefabrikken Bantex i Allerød. Dette betyder, at adskillige beboere i Allerød, Blovstrød og Birkerød evakueres, og at 54 ansatte på fabrikken mister deres job

### Juni
- 3. juni - en 12 meter lang kaskelothval strander på Rømø
- 5. juni - USA's præsident Bill Clinton taler i det russiske parlament, Dumaen
- 9. juni - 42.000 cyklister krydser Øresundsbroen inden den officielle åbning som led i et Røde Kors-arrangement
- 13. juni - for første gang i 50 år mødes lederne af Nordkorea og Sydkorea
- 24. juni - den norske kronprins Haakon modtager en pris for sin støtte til bøsser og lesbiske
- 28. juni - Armenien og Aserbajdsjan optages i Europarådet, som nu har 43 medlemmer
- 30. juni – 8 unge mænd bliver trampet ihjel under en Pearl Jam koncert på Roskilde Festival, en 9. stærkt kvæstet mand dør ugen efter

### Juli
- 1. juli – Øresundsbroen åbner.
- 1. juli − Der indføres skrotpræmie for udtjente biler, som afmeldes fra og med denne dato og indleveres hos en godkendt autoophugger
- 1. juli - ni unge mennesker trampes ihjel under en Pearl Jam-koncert på Roskilde Festival
- 2. juli – Første tog København-Ystad (Sverige) med videre forbindelse til Bornholm sendes af sted
- 30. juli - Zimbabwes regering beslutter at konfiskere 3.000 landbrugsejendomme tilhørende hvide farmere

### August
- 4. august - CD's leder Mimi Jakobsen tager orlov fra Folketinget for at varetage et job som generalsekretær i Red Barnet
- 12. august - Ruslands flådes ubåd Kursk eksploderer og synker under en øvelse i Barentshavet og alle 118 ombordværende omkommer
- 21. august - norske dykkere kommer ned til forliste russiske atom-ubåd Kursk, der er forulykket efter en eksplosion ni dage tidligere. Da dykkerne trænger ind i ubåden viser der sig som frygtet, at alle 118 ombordværende er døde

### September
- 15. september – i Sydney, Australien åbnes de 24. moderne olympiske lege
- 28. september – ved en folkeafstemning om deltagelse i Euroen stemmer 53% imod og 47% for
- 28. september - den israelske oppositionsleder Ariel Sharon går tur på Tempelbjerget, hvilket udløser den langvarige Al Aqsa-intifada med israelske militæraktioner og palæstinensiske selvmordsangreb.

### Oktober
- 4. oktober – Produktionen af den legendariske Rover Mini, tidligere kendt som Morris/Austin Mini, indstilles i England efter 5.387.862 producerede biler siden 1959. Det sidste eksemplar er en rød Cooper Sport. En ny udgave lanceres af BMW nogle måneder senere
- 5. oktober - I Jugoslaviens hovedstad Beograd indtager demonstranter Parlamentet og afsætter ved et ublodigt kup diktatoren, præsident Slobodan Milosevic. Milosevic havde 24. september tabt præsidentvalget, men nægtede at anerkende sit nederlag og gjorde brug af omfattende svindel for at blive ved magten. Ny præsident bliver Vojislav Kostunica, der også havde vundet præsidentvalget
- 12. oktober - det amerikanske flådefartøj USS Cole udsættes for et terroristangreb i Aden, Yemen, hvorunder 17 besætningsmedlemmer omkommer og mindst 39 kvæstes
- 26. oktober - PlayStation 2 frigives på markedet

### November
- 16. november - Bill Clinton bliver den første siddende amerikanske præsident der besøger Vietnam

### December
- 12. december - USAs højesteret afgør endegyldigt, at George W. Bush vandt det amerikanske præsidentvalg over Al Gore

### Udateret
- Årets begivenhed var Y2K
- Verdens første dieselmotor med elektronisk indsprøjtning installeres på et skib

## Født
- 8. januar − Noah Cyrus, amerikansk skuespillerinde og sangerinde.
- 28. februar – Hannibal Harbo Rasmussen, dansk skuespiller.
- 25. marts − Jadon Sancho, engelsk fodboldspiller.
- 24. juli - Fanny Leander Bornedal, dansk skuespillerinde.
- 28. september − Frankie Jonas, amerikansk skuespiller.
- 31. oktober − Willow Smith, amerikansk sanger.
- 10. november − Mackenzie Christine Foy, amerikansk model og skuespillerinde.
- 26. december − Isac Elliot, finsk singer-songwriter, danser og skuespiller.

## Sport
- 11. juni – Steen Tinning vinder Wales Open i golfsportens Europa-tour.
- 18. juni – Tom Kristensen vinder Le Mans
- 25. juni - til overraskelse for langt de fleste bliver Herfølge Boldklub dansk mester i fodbold ved i næstsidste runde at spille 1-1 mod Silkeborg IF
- 15. september-1. oktober – Sommer-OL i Sydney

## Musik

### Klassisk musik

#### Opera
- 6. marts – Poul Ruders: Tjenerindens fortælling

### Danske udgivelser
- 17. februar – Red Warszawa: Tysk Hudindustri
- 4. april – Anders Matthesen: Hva' snakker du om? – Den ka' byttes Vol. 1
- 13. april – D-A-D: Everything Glows
- 3. maj – Nephew: Swimming Time
- 8. maj – Sweethearts: Sweetest Hits
- 9. oktober – DJ Aligator Project: Payback Time
- 10. oktober – Shu-bi-dua: Shu-bi-dua 17
- 1. november – Cartoons: Toontastic!
- 8. november – Creamy: We Got the Time
- 16. november – Small*talk: Small*talk
- 28. november – Erann DD: Still Believing
- 29. november – Rollo & King: Midt i en løbetid
- 30. november – Zididada: Have A Zididada Day

#### Opsamlinger
- 12. maj – Absolute Music 23
- 28. september – Absolute Music 24
- 17. november – Absolute Music 25

### Internationale udgivelser
- Iron Maiden – Brave New World (sluttede BNW-turnéen af med at spille for 250.000 mennesker i Rio de Janeiro
- 25. juli – In Flames: Clayman
- 24. oktober - Linkin Park: Hybrid Theory
- 6. november – Westlife: Coast to Coast
- 27. november - den første animerede musikvideo og første officielt udgivet sang fra det virtuelle band Gorillaz bliver udgivet

### Grammy Awards
- Record of the Year: Matt Serletic (producer), David Thoener (teknik), Rob Thomas & Santana for Smooth
- Album of the Year: Oplysning mangler
- Song of the Year: Itaal Shur & Rob Thomas for Smooth sunget af Carlos Santana med Rob Thomas
- Best New Artist: Christina Aguilera

### Danish Music Awards
- Årets Danske Album: Kashmir – The Good Life
- Årets Danske Gruppe: Kashmir
- Årets Nye Danske Navn: Marie Frank
- Årets Danske Sanger: Thomas Helmig
- Årets Danske Hit: Det Brune Punktum – Jeg Vil I Seng Med De Fleste

### Melodi Grand Prix
- Dansk vinder: Brødrene Olsen: Smuk som et stjerneskud
- International vinder: Brødrene Olsen: Fly on the Wings of Love

### Andet
- 3. juni – MTV Movie Awards 2000 afholdes i Culver City, Californien

## Nobelprisen
- Fysik – Zhores I. Alferov, Herbert Kroemer, Jack S. Kilby
- Kemi – Alan J Heeger, Alan G MacDiarmid, Hideki Shirakawa
- Medicin – Arvid Carlsson, Paul Greengard, Eric R Kandel
- Litteratur – Gao Xingjian
- Fred – Kim Dae Jung (Sydkorea) for hans arbejde for demokrati og menneskerettigheder, og specielt for fred og genoptagelse af normale forbindelser med Nordkorea.
- Økonomi – James Heckman, Daniel McFadden

## Film
- 3. juni – MTV Movie Awards 2000 afholdes i Culver City, Californien

### Premierer

#### Danske film
- 21. januar – Her i nærheden
- 17. marts – Max
- 24. marts – På fremmed mark
- 7. april – Juliane
- 12. maj – Fruen på Hamre
- 11. august – Slip hestene løs
- 8. september – Dancer in the Dark
- 6. oktober – Hjælp! Jeg er en fisk
- 13. oktober – Dykkerne
- 13. oktober – Mirakel
- 27. oktober – Bænken
- 3. november – Blinkende lygter
- 10. november – Anna
- 24. november – Pyrus på pletten
- 8. december – Italiensk for begyndere

## Bøger
- Boghandlernes gyldne laurbær. Svend Åge Madsen: Genspejlet (roman)
- Mikael Rothstein: Ufoer og rumvæsener
- Jørgen Røjel: Dobbeltagenten, En stikkers historie